# (73744) 1993 TJ22
(73744) 1993 TJ22 – planetoida z pasa głównego asteroid okrążająca Słońce w ciągu 4,93 lat w średniej odległości 2,89 j.a. Odkryta 9 października 1993 roku.